# Rasovac (Republika Serbska)
Rasovac (cyr. Расовац) – wieś w Bośni i Hercegowinie, w Republice Serbskiej, w mieście Trebinje. W 2013 roku liczyła 160 mieszkańców.